# John H. Hoeppel
John Henry Hoeppel (* 10. Februar 1881 bei Tell City, Perry County, Indiana; † 21. September 1976 in Arcadia, Kalifornien) war ein US-amerikanischer Politiker. Zwischen 1933 und 1937 vertrat er den Bundesstaat Kalifornien im US-Repräsentantenhaus.

## Werdegang
John Hoeppel besuchte die Grammar School in Evansville. Danach diente er zwischen 1898 und 1921 in der US Army, in der er es bis zum Feldwebel brachte. Während des Ersten Weltkrieges war er in Frankreich eingesetzt. Nach seiner Militärzeit lebte Hoeppel in Arcadia, wo er zwischen 1923 und 1931 Posthalter war. Seit 1928 verlegte er das „National Defense Magazine“. Gleichzeitig begann er als Mitglied der Demokratischen Partei eine politische Laufbahn.
Bei den Kongresswahlen des Jahres 1932 wurde Hoeppel im damals neu eingerichteten zwölften Wahlbezirk von Kalifornien in das US-Repräsentantenhaus in Washington, D.C. gewählt, wo er am 4. März 1933 sein neues Mandat antrat. Nach einer Wiederwahl konnte er bis zum 3. Januar 1937 zwei Legislaturperioden im Kongress absolvieren. Seit 1935 war er Vorsitzender des Committee on War Claims. Während seiner Zeit im Kongress wurden dort viele der New-Deal-Gesetze der Bundesregierung unter Präsident Franklin D. Roosevelt verabschiedet.
1936 wurde Hoeppel von seiner Partei nicht mehr zur Wiederwahl nominiert. Nach dem Ende seiner Zeit im US-Repräsentantenhaus betätigte er sich wieder als Verleger. 1946 bewarb er sich erfolglos als Kandidat der Prohibition Party um die Rückkehr in den Kongress. Er starb am 21. September 1976 in Arcadia.